# دیپاک تانگری
دیپاک تانگری (انگلیسی: Deepak Tangri؛ زادهٔ ۱ فوریهٔ ۱۹۹۹) بازیکن فوتبال است.
از باشگاه‌هایی که در آن بازی کرده‌است می‌توان به باشگاه ورزشی موهون باگان اشاره کرد.
وی همچنین در تیم‌های ملی فوتبال زیر ۲۳ سال هند و هند بازی کرده‌است.